# Elson S. Floyd Orvostudományi Főiskola
A Washingtoni Állami Egyetem fennhatósága alatt működő Elson S. Floyd Orvostudományi Főiskola egy spokane-i állami fenntartású orvostudományi főiskola. A 2015-ben alapított intézmény Washington állam második ilyen intézménye; jelenleg az államban három ilyen működik: a másik kettő a Washingtoni Egyetem orvostudományi iskolája, valamint a Csendes-óceáni Egészségtudományi Egyetem.

## Történet
Az intézmény létrehozásáról 2015-ben döntött a WSU igazgatótanácsa, miután az állami törvényhozás módosította azt az 1917-es rendeletet, miszerint Washingtonban csak a Washingtoni Egyetem adhat ki orvosi diplomákat.
Az iskola megalapítását a Washingtoni Egyetem ellenezte: 2014-ben mindkét egyetem az állam második orvosi főiskolájának életképességét firtató jelentéseket publikált. Az esetet a médiában „viszályként” jellemezték; végül Andy Hill szenátor a törvényhozást bízta meg a döntéssel. További problémákat okozott, hogy Michael K. Young, a Washingtoni Egyetem rektora lemondott, azonban ezzel együtt az intézmény ellenállása csökkent.
2015 júliusában az igazgatótanács bejelentette, hogy az iskolát Elson Floydról, a WSU korábbi rektoráról nevezik el; a teljes névről szeptemberben döntöttek. A dékáni posztra alkalmas személyt az egész országban keresték, végül Dr. John Tomkowiakra esett a választás.
2016 februárjában a Liaison Committee on Medical Education a főiskolát kandidátusi státusszal illette, amely egy lépés az akkreditáció felé. Októberben bejelentették, hogy a bizottság előzetes akkreditációt adott az intézménynek.

## Oktatás
Az iskola „fehér köpenyes ünnepélye” 2017. augusztus 18-án volt az alakuló évfolyam hatvan hallgatójának részvételével. Az intézmény közösségalapú oktatási modellt használ: a diákok az első két évfolyamot a spokane-i campuson végzik el, majd tanulmányaik hátralévő részét az everetti, spokane-i, Tri-Cities vagy vancouveri kampuszon folytatják.
Az első két évben a hallgatók az orvoslás és a klinikai gyakorlat alapjaival ismerkednek meg.
A beiratkozók tanulmányikat két hetes előkészítő tanfolyammal kezdik: ekkor a kórtörténetet, életjeleket, általános vizsgálatokat és más fontos képességeket tanítanak meg nekik. A tanfolyam elvégzése után a hallgatók a számukra kijelölt gyakorlati helyen elvégzik az első egyhetes klinikai gyakorlatot a háromból; ezen gyakorlatok az első két évben a negyedévek kezdetekor, valamint a harmad- és negyedéves gyakorlatok elvégzése után zajlanak.
A negyedik héten a diákok visszatérnek a spokane-i telephelyre, ahol anatómiát és szövettan tanulnak; innentől az oktatás előadásokra, kórboncnoki laborokra, valamint kiscsoportos esettanulmányokon keresztül önálló tanulásra oszlik.
A menedzsmentbeli tanulmányokkal való összefonódás miatt az iskolában végzők a doktori fokozat mellé vezetési MSc-diplomát is kézhez kapnak.

## Fordítás
Ez a szócikk részben vagy egészben  az   Elson S. Floyd College of Medicine című angol Wikipédia-szócikk ezen változatának fordításán alapul.  Az eredeti cikk szerkesztőit annak laptörténete sorolja fel. Ez a jelzés csupán a megfogalmazás eredetét és a szerzői jogokat jelzi, nem szolgál a cikkben szereplő információk forrásmegjelöléseként.